# Nigrinianus

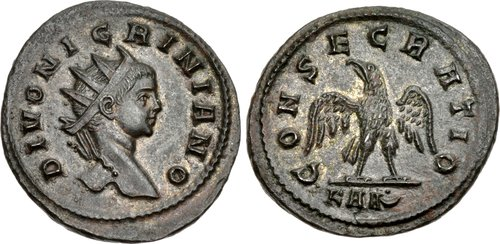
Antoninian des Divus Nigrinianus

Nigrinianus (Nigrinian, mit vollem Namen vermutlich Marcus Aurelius Nigrinianus; † 284) war wahrscheinlich ein Sohn des römischen Kaisers Carinus.

## Leben
Nigrinianus galt nach seiner Geburt als Thronerbe seines Vaters. Ob allerdings dessen Ehefrau Magnia Urbica oder eine der zahlreichen ihm von der (allerdings notorisch unzuverlässigen) Historia Augusta zugeschriebenen Mätressen die Mutter war, ist nicht belegt. Nicht auszuschließen ist zudem, dass Nigrinianus ein Sohn von Paulina, der Schwester des Carinus, und damit „nur“ dessen Neffe war, wie die – einzige erhaltene – Inschrift einer Statue vermuten lässt.
Nigrinianus starb schon im Kindesalter 284 (oder spätestens Anfang 285), wahrscheinlich ohne zu Lebzeiten den Titel eines Caesar erhalten zu haben. Nach seinem Tod wurde er zum divus erhoben und erscheint als solcher auf Münzen (mit der Strahlenkrone). 
Sein Vater Carinus unterlag im Juli 285 Diokletian im Kampf um die Alleinherrschaft.